# Зиккерт, Ирмгард
И́рмгард Зи́ккерт (нем. Irmgard Sickert; 2 ноября 1922 — 12 июня 2002) — немецкий дипломат. Генеральный консул ГДР в Киеве в 1966—1973 годах.

## Биография
Отец Ирмгард Альфред — токарь по профессии, коммунист, участвовал в Гражданской войне в Испании, во время Второй мировой войны был интернирован в Швейцарии. Ирмгард с семьёй в 1933 году эмигрировала через Чехословакию в СССР. В Москве Ирмгард училась в немецкой школе имени К. Либкнехта и в 1940 году поступила в Московский государственный институт иностранных языков. С началом Великой Отечественной войны была эвакуирована в Караганду.
В 1947 году Ирмгард Зиккерт вернулась в Германию и вступила в СЕПГ. Работала редактором на лейпцигском радио и изучала общественные науки в Лейпцигском университете. В 1951 году поступила на дипломатическую службу ГДР. Работала в министерстве иностранных дел ГДР и за рубежом. Руководила пресс-отделом, отделом зарубежной пропаганды, была пресс-атташе посольства ГДР в Чехословакии и вторым секретарём посольства ГДР в Китае. В 1960—1962 годах Зиккерт возглавляла отдел Америки в МИД ГДР, в 1964 году исполняла обязанности руководителя отдела Дальнего Востока и работала заместителем этого отдела. В 1966—1973 годах служила генеральным консулом ГДР в Киеве и руководила рабочей группой по парламентским и муниципальным связям с зарубежными странами в МИД ГДР.